# Pseudozumia impavida
Pseudozumia impavida är en stekelart som först beskrevs av Charles Thomas Bingham.  Pseudozumia impavida ingår i släktet Pseudozumia och familjen Eumenidae. Inga underarter finns listade i Catalogue of Life.